# Lanny dreht auf
Lanny dreht auf ist eine US-amerikanische Filmkomödie mit John Cusack und David Ogden Stiers, die 1985 unter Regie von Savage Steve Holland entstand.

## Inhalt
Lane „Lanny“ Meyer, Schüler an einer kalifornischen Highschool unterliegt knapp in einem Ausscheidungsrennen zur Highschool-Skimannschaft. Gleich darauf wird er von seiner Freundin Beth zugunsten des Skitrainers Roy verlassen. Lanny beschließt sich umzubringen, überlegt es sich jedoch anders, da er noch nicht in Disneyland war. Es folgen weitere Versuche, welche allesamt glimpflich enden.
Während seine etwas verschrobene Familie sich auf das Weihnachtsfest vorbereitet, trifft im Nachbarhaus bei Mrs. Smith die französische Austauschschülerin Monique ein. Ricky Smith, der Sohn des Hauses, soll nach dem Willen von Mrs. Smith mit dem jungen Mädchen anbändeln. Monique weiß dies zu verhindern, indem sie nur Französisch spricht. Weitere Katastrophen lassen nicht auf sich warten, so wird Lanny an einer Verkehrsampel täglich von zwei Asiaten zu einem Autorennen herausgefordert und die Suche nach einer neuen Freundin gestaltet sich extrem schwierig. Auch die schulischen Leistungen leiden unter dem Trennungsstress.
Allein Lannys guter Freund Charles bemüht sich um ihn. Er schlägt ihm vor, den K 12, die schwierigste Abfahrtsstrecke weit und breit, herunterzulaufen, und kündigt dieses Vorhaben gleich über die Lautsprecheranlage der Schule an. Zwischenzeitlich waren Mrs. Smith, Ricky und Monique zu Gast im Haus der Meyers, wobei Mrs. Smith einen kleinen Unfall erleidet und fortan Ricky und Monique nicht mehr zur Schule bringen kann. Also muss Lanny auch diese Aufgabe übernehmen.
Das Weihnachtsfest rückt näher und Monique gesteht Lanny, dass sie keine Sprachprobleme hat und die Los Angeles Dodgers verehrt. Tags darauf beginnen beide mit der Reparatur von Lannys Camaro. Der Sportwagen wird gleich darauf ausprobiert, indem ein Rennen gegen die beiden Asiaten gefahren und gewonnen wird. Zum Dank lädt Lanny Monique zu einem Dinner bei Kerzenlicht in ein Hamburger-Restaurant ein. Tags darauf üben die beiden Skifahren, damit Lane seine angekündigte Abfahrt vom K 12 bestreiten kann. Durch ein Missgeschick bricht eine Skibindung, so dass Lane die Abfahrt auf einem Ski absolviert. Unten angekommen, will Beth offensichtlich wieder einmal den Partner wechseln, Lanny bleibt jedoch bei Monique. Ricky fordert zwar noch einmal seine Rechte ein, wird jedoch im Skistockduell geschlagen. Lane fährt mit Monique sofort nach Los Angeles, um ihr einen Herzenswunsch zu erfüllen: den Besuch im Stadion der L.A. Dodgers.

## Kritik
„Teenagerkomödie vom Fließband, voller Gags der billigsten Art und handelsüblicher Klamaukszenen.“

## Soundtrack
1. With One Look (The Wildest Dream) – 3:26 (komponiert von Torrence Merdur/Rupert Hine)
2. Arrested By You – 5:07 (komponiert von Torrence Merdur/Rupert Hine)
3. Shine – 3:49  (komponiert von Martin Ansell)
4. Better Off Dub (Title Music) – 3:48 (komponiert von Rupert Hine)
5. Dancing In Isolation – 4:04 (komponiert von Torrence Merdur/Rupert Hine)
6. Come to Your Rescue – 5:03 (komponiert von Jeanette Therese Obstoj/Rupert Hine)
7. A Little Luck – 4:21 (komponiert von Angela Rubin)
8. The Falcon Beat (Instrumental) – 2:37 (komponiert von Rupert Hine)
9. One Way Love (Better Off Dead) – 3:33 (komponiert von Steve Goldstein/Duane Hitchings/Craig Krampf/Eric Nelson)
10. Race The K-12 – 3:49 (komponiert von Rupert Hine)

## Veröffentlichung
Der Film startete am 23. August 1985 in den US-amerikanischen Kinos und konnte über 10,2 Mio. US-Dollar wieder einspielen. In Deutschland wurde der Film direkt im März 1988 auf VHS veröffentlicht.